# The Winds of Winter
Vents d'hivern (en anglès The Winds of Winter) és la sisena novel·la de la sèrie de fantasia èpica Cançó de gel i foc de l'escriptor nord-americà George RR Martin. Martin creu que els dos últims volums de la sèrie sumaran més de 3.000 pàgines manuscrites. L'escriptor s'ha abstingut de fer estimacions exactes d'una data de llançament final de la novel·la després de diversos retards. L'octubre del 2022, Martin va declarar que havia completat aproximadament les tres quartes parts de la novel·la, estimant que havia escrit entre 1.100 i 1.200 pàgines, i que li quedaven entre 400 i 500 pàgines,durant el novembre del 2023 va donar una estimació similar, dient que estava "lluitant" amb això.

## Trama
Martin va constar en una entrevista el 2012 que Vents d'Hivern i el següent llibre Un somni de primavera portaràn als lector més enllà del nord del que fins ara s'ha explorat en els llibres publicats, i els altres apareixeran en el llibre. En el lliurament anterior, Dansa amb dracs, va cobrir menys narració que de la que l'autor pretenia, excloent com a mínim una gran seqüència de batalla planejada i deixant trames de personatges acabant en cliffhangers. Martin pretén resoldre aquestes trames "molt aviat" en aquesta entrega, dient "obriré amb les dues grans batalles que estava construint, la batalla en el gel i la batalla de Meereen- la batalla de la Badia dels Esclaus. I aleshores agafar-ho des d'allà." Un capítol des del punt de vista de Victarion Greyjoy començarà cinc minuts després del final de Dansa amb Dracs, tenint lloc la vigília de l'arribada dels Trodeferro a la Badia dels Esclaus. El capítol de prova de l'Arianne Martell que l'autor va publicar en la seva pàgina web mostrava el seu rumb a Griffin's Roost per veure a un home jove que es fa dir Aegon Targaryen. Al Guadalajara International Book Fair 2016, l'escriptor va donar algunes pistes sobre el caràcter fosc de Vents d'Hivern: "he estat dient-te [al lector] durant 20 anys aquell hivern estava venint. L'hivern és el temps quan les coses moren, i el fred i el gel i la foscor omplen el món, així que això no hi haurà la felicitat que persones poden esperar. Alguns dels personatges [són] dins de llocs molt foscos. .... Les coses empitjoren abans de començar a millorar, així que les coses estan empitjorant per a moltes persones."

### Historial d'escriptura
A l'abril del 2011, poc abans de la publicació de Dansa amb Dracs, el qual va dur sis anys escriure'l, Martin esperava que "els dos últims llibres aniran una mica més ràpid que el que ha trigat amb aquest" i va estimar que duria "tres anys per acabar el següent a bon ritme". En una entrevista del juliol del 2011, l'escriptor va reconèixer que la seva publicació de dates estimades no eren exactes i que per no fer enfadar els fans com en el passat no faria previsions.
Per l'octubre del 2012 de les 400 pàgines que havien estat escrites de la sisena novel·la, Martin només considerava les primeres 200 com a "acabades de debò", la resta encara necessitant revisions.
En abril 2013, Martin va estimar que havia escrit un quart del llibre.
En l'abril del 2015, l'autor va dir que li agradaria publicar el llibre abans de la sisena temporada de Game of Thrones sèrie de HBO (que havia de cobrir el material del llibre) aquesta va sortir el 2016. En el setembre del 2015 les declaracions fetes per l'editor espanyol i el traductor polonès de la novel·la indicaven que s'esperava la seva publicació el 2016.
En el gener del 2016, l'escriptor va confirmar que no havia complert el termini de final d'any que s'havia establert amb el seu editor pel llançament del llibre abans de la sisena temporada del programa HBO. Va afegir que acabar el llibre estava "encara a mesos de distància... si l'escriptura va bé". Martin també va revelar que hi havia hagut un termini anterior a l'octubre del 2015 que havia considerat realitzable al maig del 2015 i que en el setembre del 2015 encara havia considerat que el termini de fi d'any era assolible. Va confirmar que alguns de la trama del llibre podria ser revelada en la sèrie Joc de Trons però un del showrunners, David Benioff, va afirmar aquell mentre els elements de clau serien iguals, la sèrie divergiria del llibre en molts aspectes. En el febrer del 2016, Martin va declarar que havia abandonat tots els seus projectes d'edició, excepte Wild Cards, i que no escriuria res abans de lliurar Vents d'Hivern.
En el 2017, Martin va creure que Vents d'Hivern seria publicat aquell mateix any. Tanmateix, també va notar que havia cregut que la mateixa cosa passaria anys abans, i més tard aquell mateix any va confirmar que "encara falten mesos"d'acabar el llibre, indicant que no seria publicat fins al 2018 o més tard, amb Foc i Sang, el llibre en la història de Casa Targaryen, possiblement precedint-lo.
En l'abril del 2018, Martin va confirmar que Foc i Sang seria publicat abans d'Vents d'Hivern, el qual no seria publicat en el 2018; va indicar que Foc i Sang era el següent llibre que el seu editor volia que es publiqués després. Des de aleshores, ha confirmat com a mínim quatre cop durant el 2018 que continuava treballant en Vents d'Hivern. En l'abril del 2019, Martin va dir que l'escriptura "últimament havia estat anant molt bé", i en el mes de maig va escriure que si bé no tenia una còpia dVents d'Hivern a mà per la 2020 Worldcon Nova Zelanda, Nova Zelanda d'Aire tenia permís per empresonar-lo en l'illa Blanca de Nova Zelanda fins que l'acabés. En l'octubre del 2019, Martin va dir que esperava acabar Vents d'Hivern "en un futur relativament proper", i que després de la preqüela de Joc de Trons, House of the Dragon (la casa del drac), del qual ell n'és un dels productors executius, va anunciar, que encara hi havia molta feina per fer en la sèrie però que no escriuria cap guió per a la sèrie abans d'acabar Vents d'Hivern.
En una entrevista publicada el gener del 2020, Martin va dir que mentre ell encara treballava en Vents d'Hivern, el seu focus primari, també continua treballant amb Nnedi Okorafor en una adaptació per a la televisió adaptació de la seva novel·la de ciència-ficció Qui Tem la Mort, pel qual va acceptar ser un productor executiu l'any 2017. En el març i abril del 2020, l'autor va constar que escrivia Vents d'Hivern cada dia. En el febrer del 2021, Martin va dir que havia escrit "centenars i centenars de pàgines" dVents d'Hivern durant el 2020 però que fins i tot encara que hagués estat un any productiu amb relació als Vents d'Hivern, encara tenia centenars de pàgines per escriure; tot i que tenia esperança d'acabar-lo el 2021, no va voler fer qualssevol predicció. En març 2022, l'escriptor va dir que havia fet menys progrés en 2021 que en el 2020, però va emfasitzar que "'menys no és cap'".
Durant una aparença el 25 d'octubre del 2022, en un episodi del Late Show amb Stephen Colbert, Martin va dir que aproximadament tres quarts dVents d'Hivern havien estat escrits. En una aparença en el programa Tooning Out the News de Stephen Colbert Tooning més tard aquell any, Martin va dir que havia escrit aproximadament 1,100 a 1,200 pàgines del llibre i que més o menys queden per escriure 400–500 pàgines. En el juliol del 2023, Martin va dir que treballava en el novell "gairebé cada dia". En novembre 2023, Martin va indicar en una entrevista amb Bangcast que el número de pàgines havia escrit era igual com l'any abans que, dient que, "El principal que estic escrivint, és clar, és el mateix... Tant de bo pogués escriure tan ràpid com [L'autor de l'Últim Regne Bernard Cornwell però vaig 12 anys tard en aquesta maleïda novel·la i estic lluitant amb això. Tinc unes 1,100 pàgines escrites però encara tinc centenars de pàgines més per fer. És un llibre molt gran per qualsevol raó. Potser hauria d'haver començat escrivint llibres més petits quan vaig començar això però és complicat. Allò és la cosa que domina la majoria de la meva vida laboral.
El juliol del 2023 els fans feia tant de temps que esperaven la publicació de la història que un d'ells, Liam Swayne, va decidir demanar al ChatGPT, una Intel·ligència artificial generativa, que acabés la saga demanant per fragments que l'anés continuant. Posteriorment, va penjar en la seva pàgina web un PDF amb el text creat per la IAG. En aquest constaven les dues novel·les que Martin ha de publicar per poder tancar la saga de Cançó de gel i foc, iniciada a mitjans de la dècada dels noranta. Aquest escrit dels dos llibres constava de més de 45 capítols amb unes 683.000 paraules, en total unes 3.000 pàgines d'història.Això no va agradar gens a l'autor de les novel·les qui ha denunciat a l'empresa OpenAI per fer ús dels seus personatges ja existents en la sèrie Cançó de Gel i Foc per a un llibre no autoritzat que continua la història de Joc de Trons. Seguidament de què es fes pública aquesta notícia Swayne va treure el llibre de la seva pàgina web i va demanar disculpes a l'autor, argumentant que la IA mai arribaria a poder generar històries com les dels escriptors humans i que ho plantejava més com una pluja d'idees. Amb això, segons el fan volia demostrar que les IA poden servir de punt de partida a l'hora de generar obres i no com a substituent.